# Dissochondrus biflorus
Dissochondrus biflorus är en gräsart som först beskrevs av Friedrich Hermann Gustav Hildebrand, och fick sitt nu gällande namn av Carl Ernst Otto Kuntze. Dissochondrus biflorus ingår i släktet Dissochondrus och familjen gräs. Inga underarter finns listade i Catalogue of Life.